# Ступени (альбом)
«Ступени» — альбом певца и композитора Александра Барыкина и композитора Давида Тухманова, выпущенный в 1985 году. Одна из первых пластинок «Мелодии», сделанных по технологии DMM (англ. Direct Metal Mastering).
В 1996 году альбом был переиздан фирмой «Moroz Records» на компакт-диске, в который вошли песни с винилового издания (с 1 по 7), две песни с сингла (8, 9) и бонус-трек (10)[какие?]. В 2007 году Давид Тухманов переиздал свои песни на диске «Не забывай».

## История
В 1984 году группа «Карнавал» попала в «чёрный список» Министерства культуры, но выступала как группа Александра Барыкина, поскольку запрещено было название, а не работа конкретных музыкантов. Проблемы всё равно возникали, и Барыкин позвонил Давиду Тухманову с просьбой дать несколько его песен для переработки и дальнейшего исполнения. Тухманов сказал о сохранности текстов Игоря Кохановского методом сочетания не только мелодии, но и аранжировок с концепцией стиха. Остальное было за музыкантами. Аранжировки они выполнили с применением электрогитар, клавишных, саксофона, флейты и ударных. Басовая партия, исполненная на клавишных, напоминала манеру игры покинувшего группу из-за личных проблем бас-гитариста Евгения Казанцева, что позволяет предположить — она была подготовлена им.
Песни Тухманова и Барыкина были записаны, а весной 1985 года растиражированы как магнитоальбом «Запасной игрок» (туда, помимо включённых в пластинку песен, входила и песня Барыкина «Спасательный круг»). Массовая аудитория услышала песни через полгода, когда вышел винил. Альбом пользовался большим успехом, было продано свыше пяти миллионов копий. За это Тухманов получил 1800 рублей, а Барыкин — 800.

## Список композиций
Сторона 1
1. «Ступени» (Д. Тухманов — И. Кохановский) — 4:30
2. «Элегия» (Д. Тухманов — И. Кохановский) — 5:19
3. «Но всё-таки лето!» (Д. Тухманов — В. Харитонов) — 4:53
4. «Мона Лиза» (Д. Тухманов — И. Кохановский) — 4:24

Сторона 2
1. «Запасной игрок» (А. Барыкин — П. Жагун) — 5:12
2. «Стоп, мотор» (А. Барыкин — П. Жагун) — 6:15
3. «Две копейки» (Д. Тухманов — Б. Дубровин) — 5:25

### Дополнительная информация
- «Ступени». Необходимость сочетания аранжировок с мелодией и стихами начала соблюдаться с первой же песни; в припеве Тухманов добился замечательной мелодической находки. Стоит отметить крайне незаурядную любовную лирику Игоря Кохановского[3].

Вот последняя черта

И ступенька, за которой

Продолженье разговора,

Словно бездны пустота.

Словно падаю туда

Я в замедленном паденье,

И заветные ступени,

Как дорога в никуда.

- «Элегия». Песню также исполняли София Ротару, Тамара Гвердцители, Иосиф Кобзон. В исполнении Барыкина песня зазвучала более экспрессивно, но сохранила и лиризм; стала, безусловно, рок-композицией[3].
- «Но всё-таки лето». Песня основана на стихотворении умершего за четыре года до выхода «Ступеней» поэта Владимира Харитонова, бывшего при его жизни главным соавтором Тухманова. Выпадала из пластинки, напоминала выступление Барыкина в ВИА — скорее даже не в «Весёлых ребятах», а в «Самоцветах». Примерно тогда же была записана академическим эстрадным тенором Геннадием Каменным, что говорит о многом. Однако, будучи спета в рок-манере, не испортила пластинку (во многом благодаря роскошной аранжировке), став своеобразным синтезом эстрады и рока[3]. Впоследствии вошла в первую пластинку группы «Электроклуб» (дуэт Ирины Аллегровой и Игоря Талькова).
- «Мона Лиза». Сатирическая песня. Написана для Барыкина, стилизована Тухмановым под композиторскую манеру исполнителя. Признавалась в рецензии «Московского комсомольца» лучшей песней Тухманова на пластинке, несмотря на несколько критический подход к стилизации[4]. Отличается также самым сложным по технике игры гитарным соло Валерия Гаины на этом альбоме[3].
- «Запасной игрок». Оригинальная мелодия Барыкина и необычные стихи Павла Жагуна, посвященные вовсе не спорту, как могло бы показаться. Тема человека, не имеющего возможности проявить себя и принести пользу другим, продолжает оставаться актуальной[3].

Но снова слышу я: «Постой!

Куда спешишь, игрок? Постой!»

И остаюсь я вновь за той,

Такой манящею чертой.

А мозг пронзает, словно ток:

Я — запасной игрок,

И только я —

Запасной игрок.

- «Стоп, мотор». Снова оригинальная мелодия Барыкина. Павел Жагун соединил красивую любовную лирику куплетов с неожиданным текстом припева[3]. Рецензент «Московского комсомольца» особенно отметил стихи Жагуна[4].

В волнах чистоты

Всё смешалось, небо, море, я и ты.

Став теперь душою чище во сто крат,

Бросаю смело взгляд назад.

В призрачной дали

Мы с тобою мир реальный обрели,

Из иллюзий вышли, словно из воды,

Оставив на песке следы.

«Стоп, мотор!»

В группе снова жаркий спор,

И, если счастлив оператор,

То недоволен чем-то режиссёр.

«Стоп, мотор!»

И, всему наперекор,

Я повторил бы эту сцену,

Но ты лишь роль играешь до сих пор.

- «Две копейки». Опять написана для Барыкина; сходство мелодии с его песней «Ты от меня так далека» бросается в глаза, но Тухманов применил характерный для него в те годы ход — нетипичное построение ритмического рисунка. Звучание ударных несколько раз гармонирует с имитацией на синтезаторе перезвона монетоприёмника. Эффектны обращения Барыкина с просьбой дать ему две копейки — плату за звонок по телефону-автомату[3]. Был сделан видеоклип, показанный весной 1985 года в «Утренней почте».

Завершение пластинки шуточной песней «Две копейки» производит впечатление какой-то недоигранности. Включение в «Ступени» «Спасательного круга» и завершение этой песней решило бы проблему. Но виновны здесь ни Тухманов, ни Барыкин, ни даже редактор Иван Йотко; виновно руководство фирмы «Мелодия», постоянно уменьшавшее длительность пластинок.

## Участники
«Карнавал»:
- Александр Барыкин — вокал, гитара
- Алексей Смирнов — клавишные
- Валентин Ильенко — саксофон, флейта
- Александр Акинин — барабаны

Также принимали участие в записи:
- Валерий Гаина («Круиз») — соло-гитара
- Борис Зосимов — синтезатор
- Звукорежиссёр — Г. Лазарев
- Дизайн обложки — С. Борисов, Ю. Балашов
- Редактор — И. Йотко